# Lemvigs kommun
Lemvigs kommun (danska: Lemvig Kommune) är en kommun i nordvästra delen av Region Mittjylland i västra Danmark. Kommunens centralort är staden Lemvig.
Före danska kommunreformen 2007 hade Lemvigs kommun 18 070 invånare (2005) och en yta på 465,73 km². 2007 slogs dåvarande Lemvigs kommun samman med Thyborøn-Harboøre kommun. Fjaltring är en församling i Lemvigs kommun.